# 全国政协办公厅信息中心
全国政协办公厅信息中心，位于北京市西城区太平桥大街23号，是全国政协办公厅直属事业单位。

## 简介
2006年5月11日，全国政协办公厅信息中心成立会在北京举行，全国政协秘书长郑万通出席并讲话。郑万通指出，2006年初颁发的《中共中央关于加强人民政协工作的意见》对政协自身建设提出了两位一体的任务，对政协机关建设提出了明确要求，以电子政务为主线的信息化建设是2016年政协机关建设的两大重点工程之一，是全国政协办公厅工作的重要组成部分。
全国政协办公厅信息中心是全国政协办公厅信息化建设的业务承担者，为政协系统提供信息服务。业务有信息系统建设与资料管理、信息产品开发、信息采集与加工处理、信息分析与发布、相关咨询服务与培训。
中国政协网于2008年开通。由全国政协办公厅信息中心主办，中国网络电视台（央视网）提供技术支持。2017年12月27日，全国政协互联网新版门户网站正式上线，全国政协副主席兼秘书长张庆黎出席开通仪式并启动门户网站。

## 历任领导
| 主任 - 陈唐晓（2006年5月—？） - 张振山（？—？） - 马立（？—？） - 杨小波（？—2017年6月，全国政协办公厅秘书局局长兼） | 副主任 …… - 张岩（？—？） - 赵海涓（？—？） |